# بنك ميزوهو
بنك ميزوهو (باليابانية: みずほ銀行) بنك ياباني تأسس في 2002 بأندماج عدة بنوك يابانية كبرى منها بنك فوجي والبنك الصناعي الياباني. حيث شكلوا ثاني أكبر وحدة تعامل مالي في اليابان وهي مجموعة ميزوهو المالية، وواحدة من ثلاثة مجموعات تدعى في اليابان (MegaBanks). يقع المقر الرئيسي للبنك في تشيودا، طوكيو.
ينتشر لبنك ميزوهو قرابة 515 فرع وأكثر من 11,000 صراف آلي. ويعتبر بنك ميزوهو البنك الياباني الوحيد الذي يحوي فروع في جميع محافظات اليابان والتي تخدم حوالي 26 مليون نسمة.
اسم البنك «ميزوهو» يعني باليابانية : العصر الذهبي للأرز.

## اقرأ أيضا
- شركة ميتسوي سوميتومو المصرفية